# Enterprise (Mississippi)
Pour les articles homonymes, voir Enterprise.
La ville américaine d’Enterprise est située dans le comté de Clarke, dans l’État du Mississippi. Lors du recensement de 2000, sa population s’élevait à 474 habitants.

## Source
- (en) Cet article est partiellement ou en totalité issu de l’article de Wikipédia en anglais intitulé « Enterprise, Mississippi » (voir la liste des auteurs).